# Paul Rabbow
Paul Rabbow (* 14. November 1867 in Stettin; † 19. Januar 1956 in Göttingen) war ein deutscher Altphilologe.
Rabbow studierte in Göttingen und Bonn, wo er 1897 bei Anton Elter, Franz Bücheler und Hermann Usener promoviert wurde. Anschließend war er ab 1898 in Göttingen beim Thesaurus linguae Latinae angestellt. Im Rahmen seiner Tätigkeit revidierte er den Text der Quintilian-Deklamationen 277–377 und exzerpierte spätantike Grammatiker, darunter Tiberius Claudius Donatus, Aelius Donatus, Porphyrio, Servius und zahlreiche weitere Scholiasten. Vom 1. Oktober bis 31. Dezember 1899 arbeitete er als Assistent am zusammengeführten Thesaurus-Büro in München. Nachdem seine Stelle ausgelaufen war, setzte er seine Tätigkeit einige Monate lang auf Honorarbasis fort. Schließlich erhielt er für das Jahr 1900/01 das Reisestipendium des Deutschen Archäologischen Instituts.
Nach seiner Rückkehr lebte Rabbow in Göttingen, meist als Privatgelehrter. Von 1901 bis 1903 war er Assistent am Philologischen Seminar der Universität; später leitete er als Lehrbeauftragter die griechischen Stilübungen des Proseminars und gab Graecumskurse in Kassel. Während der Inflation verlor er 1923 sein Vermögen. Er erhielt danach zeitweise Unterstützung von der Notgemeinschaft der deutschen Wissenschaft und war hin und wieder für den Thesaurus tätig, so 1929 zum Exzerpieren der Itala.
Rabbow publizierte vor allem zur Erziehung im griechischen Altertum. Seine Schrift Seelenführung. Methodik der Exerzitien in der Antike gilt als Grundlagenwerk und wird bis heute wissenschaftlich rezipiert.

## Veröffentlichungen
- De Donati commento in Terentium specimen observationum primum. Georgi, Bonn 1897 (Volltext) (= Dissertation).
- Antike Schriften über Seelenheilung und Seelenleitung. Bd. 1: Die Therapie des Zorns. Teubner, Leipzig 1914 (Volltext).
- Seelenführung. Methodik der Exerzitien in der Antike. Kösel, München 1954.
- Paidagogia. Die Grundlegung der abendländischen Erziehungskunst in der Sokratik. Aus dem Nachlass hrsg. von Ernst Pfeiffer. Vandenhoeck & Ruprecht, Göttingen 1960.